# Nueva California (Argentina)
Nueva California es una localidad y distrito ubicado en el departamento General San Martín de la provincia de Mendoza, Argentina. 
Se encuentra en el extremo norte del departamento, lindante con la zona desértica de General San Martín y el departamento Lavalle; su principal vía de comunicación es la Ruta Provincial 41, de la cual dista 2 kilómetros al noroeste. El río Mendoza discurre 2 kilómetros al oeste.
Fue una de las últimas zonas en ser ocupadas, y su nombre fue una estrategia para asociar al lugar con una tierra de esperanza y progreso por parte de la empresa que loteó las tierras.
Es una zona vitivinícola, y cuenta con una cooperativa fundada en 1963. También hay horticultura, pero por su lejanía a los centros de consumo se necesita mayor cantidad de hectáreas que en los alrededores del Gran Mendoza.
En 2011 se denunciaron conflictos entre campesinos y una multinacional por la tenencia de tierras.

## Flora
Entre la flora autóctona encontramos Jarilla, Algarrobo, Tomillo, Piquillín, Chañar entre otras especies desérticas. También encontramos en la zona urbana, distintas especies de vides, distintas especies arbóreas y algunas plantaciones de alfalfa y cebada en menor cantidad.

## Fauna
La fauna está compuesta por vizcachas, quirquinchos y liebres, zorro gris, víboras, ratón del cerco, cuis entre otros.  En cuanto a las aves se destacan perdices, jotes, gavilanes, palomas turcas y muchas catas.

## Nueva California en la actualidad
Actualmente el distrito ha crecido en población, en urbanización, en producción, como así también comercialmente.
En la zona viven aproximadamente 2629 personas según registros de su municipio. 
El colonizador y fundador del distríto fue Florencio Carlos Nanclares (1890-1971), a quién se le deben los primeros progresos que tuvo el lugar, y creador del Club Sportivo Nueva California y quién hizo esfuerzos para la creación de centros educativos en Nueva California.-
La zona cuenta con dos clubes barriales. Además se encuentra la Escuela Secundaria 4-194 "Fabián Catroppa", la Sala de Primeros Auxilios, la Delegación Municipal, la Escuela Primaria "Adolfo Calle" y el Club Social Nueva California ubicados por calle Sullivan s/n. Luego en dirección a Tres Porteñas, pasando la Cooperativa Nueva California, encontramos la Unión Vecinal de Nueva California, la Escuela Primaria "José Fidel López" y el Club Social y Sportivo Juventud Unida, ubicado al sur por ruta 41 (Santamarina) y Talavera.